# Franz Hornegger
Franz Hornegger (* 16. Jänner 1953 in Schwarzach im Pongau) ist ein österreichischer Landwirt und Politiker (FPÖ/BZÖ). Hornegger war von 1999 bis 2002 Abgeordneter zum Nationalrat.

## Ausbildung und Beruf
Hornegger besuchte von 1959 bis 1968 die Pflichtschule sowie den Polytechnischen Lehrgang und absolvierte von 1970 bis 1972 die Landwirtschaftliche Fachschule in Tamsweg. Seit 1972 ist er als Landwirt tätig, zwischen 1972 und 1973 leistete er den Präsenzdienst ab. 

## Politik
Hornegger war von 1994 bis 1999 Abgeordneter zum Salzburger Landtag und ist seit 1986 Gemeinderat in Untertauern. Hornegger war von 1994 bis 1999 Kammerrat der Kammer für Land- und Forstwirtschaft und vertrat die FPÖ von 29. Oktober 1999 und 19. Dezember 2002 im Nationalrat. Er war zudem Mitglied der Landesparteileitung, stellvertretender Bezirksobmann und Landesagrarsprecher. 
Nachdem sich Hornegger mit Landesparteiobmann Karl Schnell überworfen hatte, trat er bei der Gemeinderatswahl 2004 mit der „Parteifreien Liste Hornegger“ (PFH) in Untertauern an und erreichte 19,1 % der Stimmen sowie zwei Mandate. Nach der Spaltung der FPÖ kandidierte Hornegger bei der Nationalratswahl 2006 auf der Landesliste des BZÖ.

## Privates
Franz Hornegger ist seit 1980 verheiratet und hat drei Kinder. 